# Mileanca
Mileanca è un comune della Romania di 2 900 abitanti, ubicato nel distretto di Botoșani, nella regione storica della Moldavia.
Il comune è formato dall'unione di 4 villaggi: Codreni, Mileanca, Scutari, Seliștea.